# Маюка, Эммануэль
Эммануэ́ль Маю́ка (англ. Emmanuel Mayuka; 21 ноября 1990, Кабве) — замбийский футболист, нападающий клуба «Грин Баффалоз». Выступал за сборную Замбии.

## Клубная карьера
Эммануэль Маюка начал карьеру в возрасте 11 лет в футбольной академии города Лусака. В 2006 году он перешёл в клуб «Кабве Уорриорз». В сезоне 2007 года он забил первые 6 голов в чемпионате и 9 в Кубке Замбии. Летом 2008 года Маюка перешёл в израильский клуб «Маккаби» из Тель-Авива. Первоначально игрок выступал за молодёжную команду клуба, а затем стал играть в основном составе. Там он провёл 42 игры и забил 10 голов.
28 мая 2010 года Маюка перешёл в швейцарский «Янг Бойз», подписав контракт на 5 лет с заработной платой в 260 тыс. долларов. Сумма трансфера составила 1,6 млн долларов. В клубе футболист должен был заменить Сейду Думбия, ушедшего из команды. В декабре 2010 года Маюка забил два гола в матче Лиги Европы со «Штутгартом». Летом 2012 года перешёл в «Саутгемптон», сумма трансфера не разглашается. За сезон за «святых» принял участие в 11 матчах и отметился одной голевой передачей. 2 сентября 2013 года перешёл в «Сошо» на правах аренды.
Летом 2015 года должен был перейти в «Крылья Советов», но трансфер сорвался. 31 августа 2015 года подписал 3-летний контракт с французским «Мецом».
15 января 2016 года Маюка перешёл в «Замалек».

## Международная карьера
В 2007 году Маюка принимал участие в молодёжном чемпионате мира, где провёл все 4 игры его команды. В сентябре 2007 года он был приглашён в стан первой сборной на матчи Кубка КОСАФА, там он дебютировал в полуфинале турнира с Мозамбиком, где забил третий гол своей команды. В следующем году он играл на Кубке африканских наций, где был самым молодым из вышедших на поле.
На КАН 2012 забил решающий гол в ворота ганцев, тем самым обеспечив своей команде выход в финал, в финале забил в серии пенальти свой удар, а также стал одним из лучших снайперов турнира.

## Достижения
- Обладатель Кубка Тото: 2009
- Победитель КАН: 2012